# Louis-Alexandre Péron
 (mars 2015).
Si vous disposez d'ouvrages ou d'articles de référence ou si vous connaissez des sites web de qualité traitant du thème abordé ici, merci de compléter l'article en donnant les références utiles à sa vérifiabilité et en les liant à la section « Notes et références ».
Louis-Alexandre Péron, né à Paris le 11 février 1776 et mort dans la même ville le 9 août 1855, est un peintre et professeur de dessin français.

## Biographie
Louis-Alexandre Péron est le fils de Jacques-Claude Péron, seigneur de Selorge, conseiller-secrétaire du roi, avocat au Parlement, et notaire du Châtelet de Paris, qui fut également maire du 9e arrondissement de Paris de 1800 à 1806,.
Après une petite enfance un peu tumultueuse, il est confié à un professeur du nom de Lizarde. Celui-ci invite les parents de Louis-Alexandre Péron à lui donner un professeur de dessin afin de développer le don qu'il a découvert chez son élève, qui par ailleurs pratique le chant et la danse, et commence à jouer la comédie.
Au bout d'une année scolaire, il est présenté au peintre François-André Vincent (1746-1816), chez lequel il reste trois années. Il obtient la médaille de l'Académie. Péron poursuit par ailleurs ses cours d'art dramatique avec quelques professeurs illustres de l'époque : La Rochelle, du théâtre de la Nation, Préville (1721-1759), sociétaire de la Comédie-Française, et Saint-Prix (1758-1834), acteur du Théâtre-Français. Péron joua à plusieurs reprises à Versailles et Saint-Germain-en-Laye.
Il s'engage en 1793 dans un bataillon qui part pour Cherbourg, sur la côte normande, en faisant une halte de trois jours à Caen, et se produit au théâtre de la ville. Grâce aux relations de son père et de quelques amis, il obtient sa libération après la dissolution de son bataillon.
Péron est admis dans l'atelier de Jacques-Louis David où il reprend son apprentissage. Arrivant à l'âge de la conscription, il devance l'appel, s'engage dans la marine et se rend à Brest. Il postule pour une place de dessinateur de l'armée navale auprès de l'amiral Bruix (1759-1805) qui commande en chef la flotte, mais n'obtint pas de réponse immédiatement. Avec d'autres conscrits peintres, architectes et décorateurs, il collabore à la réalisation d'un théâtre aux armées et participe à quelques spectacles comme chanteur et comédien. L'amiral Bruix assista à l'un d'eux et lui octroya son brevet de dessinateur de l'armée navale.
L'amiral est remplacé par Louis-René-Madeleine de Latouche-Tréville (1745-1804), qui reçoit l'ordre du consul Bonaparte de lui envoyer en urgence la position des forces navales françaises et espagnoles et anglaises. Avec l'aide de quelques collaborateurs, Péron fournit les renseignements le lendemain matin. L'amiral félicite Péron pour sa rapidité et la clarté de ses cartes, et lui accorde un congé.
De retour à Paris, il rejoint l'atelier de David et participe au Salon, où il acquiert une réputation de bon dessinateur.
Mal nourri par son art, Louis-Alexandre Péron reprend des études de notaire. L'étude familiale restera à Laudigeois et, en compensation, on lui offrit la possibilité de s'installer en province et l'opportunité d'un bon mariage. Mais abandonnant les projets de mariage et de notariat, Péron retourne à ses pinceaux.
Après dix années d'interruption, il fait son retour en 1815 avec son Massacre des Innocents, qui lui vaut plusieurs commandes de la ville de Paris. Le 5 août 1817, il est nommé professeur  à l'École impériale de dessin, dite la Petite École pour la figure humaine, poste qu'il occupe jusqu'en 1855.
En 1830, il est l'un des cofondateurs et le premier secrétaire général de la Société libre des beaux-arts de Paris. En 1833, accompagné d'une députation de membres de cette société, dont il est vice-président, il est reçu par le roi Louis-Philippe.
Il est à l'origine de la réalisation de la statue d'Eustache Lesueur par Honoré Jean Aristide Husson (1803-1864). Il tomba malade, par négligence de soins, sa maladie  devint incurable et il mourut dans sa soixante-dix neuvième année.
À Paris, il demeura au no  3 rue de l'Abbaye au Palais abbatial

## Collections publiques
- Île d'Aix, musée napoléonien : La Paix alimente les Sciences et les Arts[7]
- Paris, église Saint-Merri : Saint Chrysostôme distribuant la communion, ou Vision de saint Chrysostôme, 1820, huile sur toile
- Paris, église Saint-Ambroise : Résurrection de Jésus-Christ, huile sur toile
- Versailles, château de Versailles : La prise de Toulon par Bonaparte sur les Anglais en 1793, huile sur toile

## Œuvres référencées

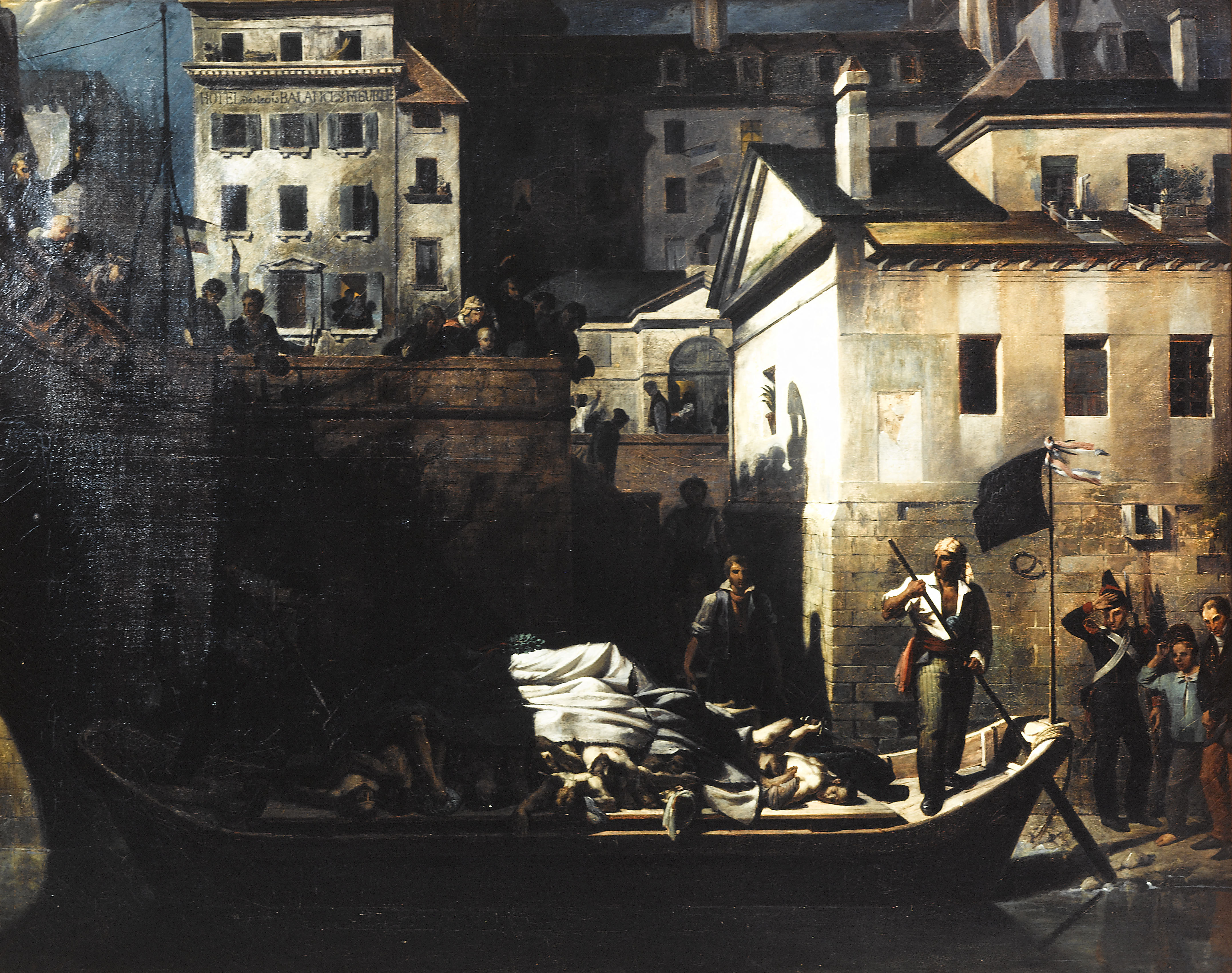
Transport de nuit, au Gros-Caillou, des cadavres non reconnus à la morgue, après les journées de juillet 1830, quai du Marché-Neuf (huile sur toile, 1834, musée Carnavalet).

- La Mort de César, dessin au lavis, localisation inconnue[8]

## Écrits
- Examen du tableau peint par David en 1785 : Le Serment des Horaces, suivi d'une notice historique du tableau, lus à la Société libre des beaux-arts, 1839[réf. nécessaire]
- Notice nécrologique du peintre Jean-Pierre Granger (1779-1840), 1840[réf. nécessaire]
- Histoire de la vie de Grangé et ses travaux, dans les Annales[Lesquelles ?][réf. nécessaire]

## Salons
- 1802 : Un Berger d'Arcadie qui vient pleurer sur la tombe de sa mère, effet de lune, huile sur toile
- 1806 : La Paix qui alimente les Sciences et les Arts, huile sur toile
- 1822 : Saint Jean, huile sur toile[9]
- 1835 : Victimes de Juillet, huile sur toile, médaille d'or de première classe
- 1838 : La Prise de Toulon par Bonaparte sur les Anglais en 1793, huile sur toile
- 1840 : La Moralité du Peuple, huile sur toile
- 1842 : 
  - Saint Pierre en prière, huile sur toile, achat de l'État pour une église de province non localisée[10]
  - Le Repos, huile sur toile
- 1848 :
  - Périclès chez Anaxagore, huile sur toile
  - Erigone aimmée de Bacchus, huile sur toile
  - L'Etoile filante, dessin

## Récompenses et décoration
- 1835 : médaille d'or de l'Académie royale de peinture et de sculpture
- 26 août 1849 : chevalier de la Légion d'honneur

## Réception critique
Les critiques du Salon lui reprochent de vouloir imiter l'art de Raphaël dans son tableau La Paix alimente les Sciences et les Arts, alors que son maître David le complimente pour cette œuvre, lui assurant qu'il n'était pas son élève, mais celui de Raphaël

## Élèves
À l'École impériale de dessin, dite la Petite École :
- Henri Fantin-Latour (1836-1904), élève de 1850 à 1854

### Iconographie
- Portrait de Louis-Alexandre Péron, lithographie, Plistra, 8 rue des Lions-Saint-Paul, Paris (voir : L.M. Moultat, op.cit. ci-dessus).